# Бебек
Бебек е стар истанбулски квартал в адмистративен район Бешикташ в европейската част на града. Кварталът е разположен по брега на Босфора, а в съседство на юг и запад са богатите квартали Арнавуткьой и Етилер както и крепостните стени на Румели хисар.
Буквалният превод на думата бебек (на турски: Bebek) от турски език е бебе, което отпраща към привлекателното разположение на квартала по брега на Босфора със своята дълбочина, защитен залив и широк изглед в двете посоки на плавателния проток. Смята се, че това наименование е кратка форма на името Боазън Гьозбебеий (на турски: Boğaz'ın Gözbebeği), превеждано буквално, детето на Босфора или по-свободно, окото на Босфора.
Бебек е предпочитан жилищен район още от времето на Османската империя и продължава да бъде такъв.
В кавартала е разположен Босфорски университет (Боаазичи Юниверситеси; Boğaziçi Üniversitesi), държавен университет създаден през 1971 г., който днес е сред водещите турски институции във висшето образование. Университетът се помещава в сградите и имотите на някогашния престижен за времето си Робърт колеж — американска академична институция основана през 1863 г. от заможния нюйоркски търговец Кристофър Робърт и американския мисионер и педагог Сайръс Хемлин. По-късно изцяло мъжкият Робърт колеж е слят с побратимения Американски колеж за момичета и двете училища продължават да съществуват като едно цяло с едновременно обучения на възпитаници и от двата пола. Новото училище обаче бива преместено в съседния горист квартал Арнавуткьой където има прекрасен кампус. Където и днес училището продължава да съществува като водеща институция в средното образование в Турция.

## Галерия
- Изглед към Босфора frот Бебек
- Изглед към парка на Бебек
- Домът на Валиде паша, понастоящем Консулството на Египет, проектиран от Раймондо Даронко